# Stadtwache (Wismar)
Die ehemalige Stadtwache in Wismar-Altstadt, Am Markt 11, wurde 1858 gebaut. Das Gebäude steht unter Denkmalschutz.
Heute befindet sich hier das Stadthaus – BürgerServiceCenter Wismar mit der Tourist Information.

## Geschichte

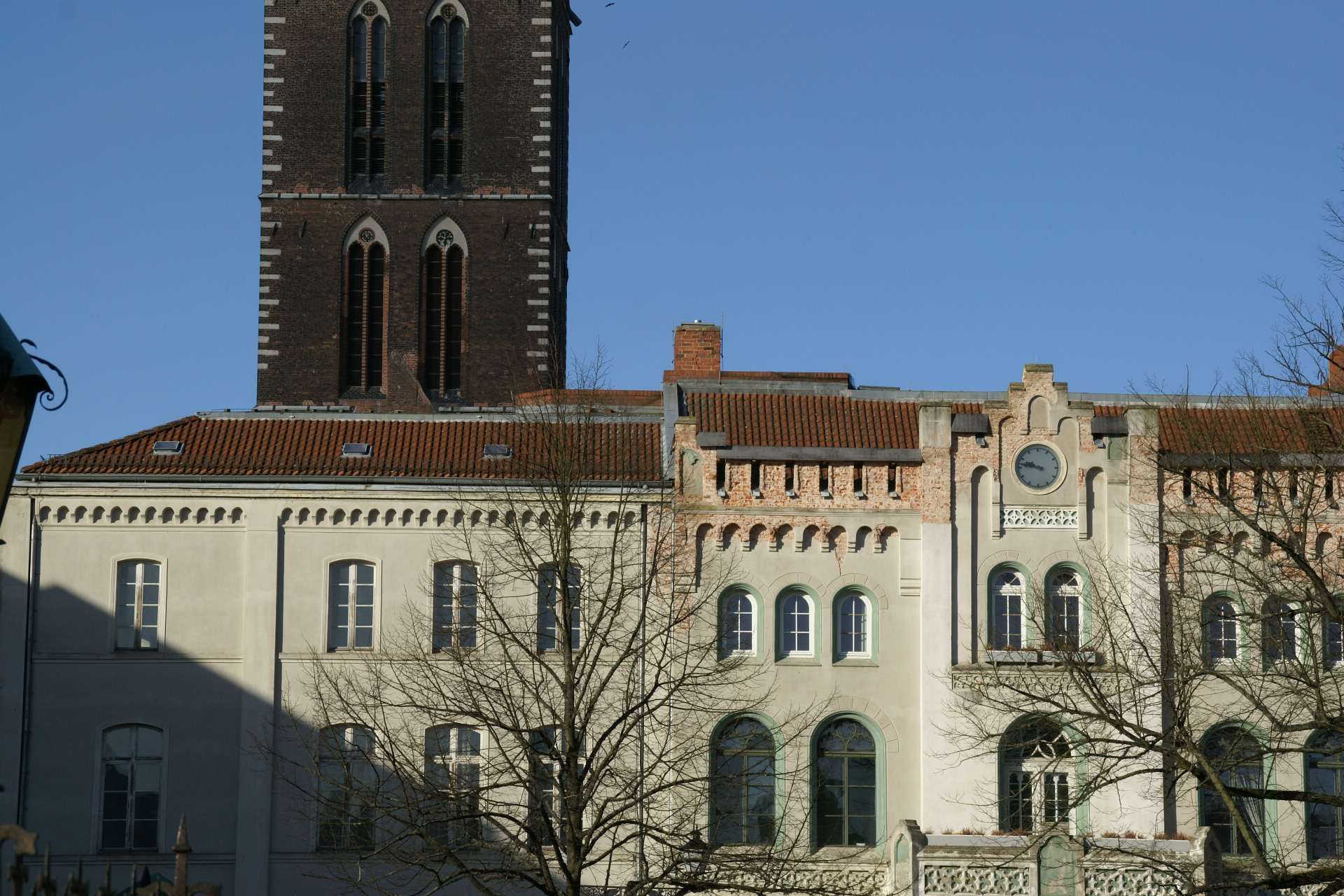
Stadtwache und Marienkirche

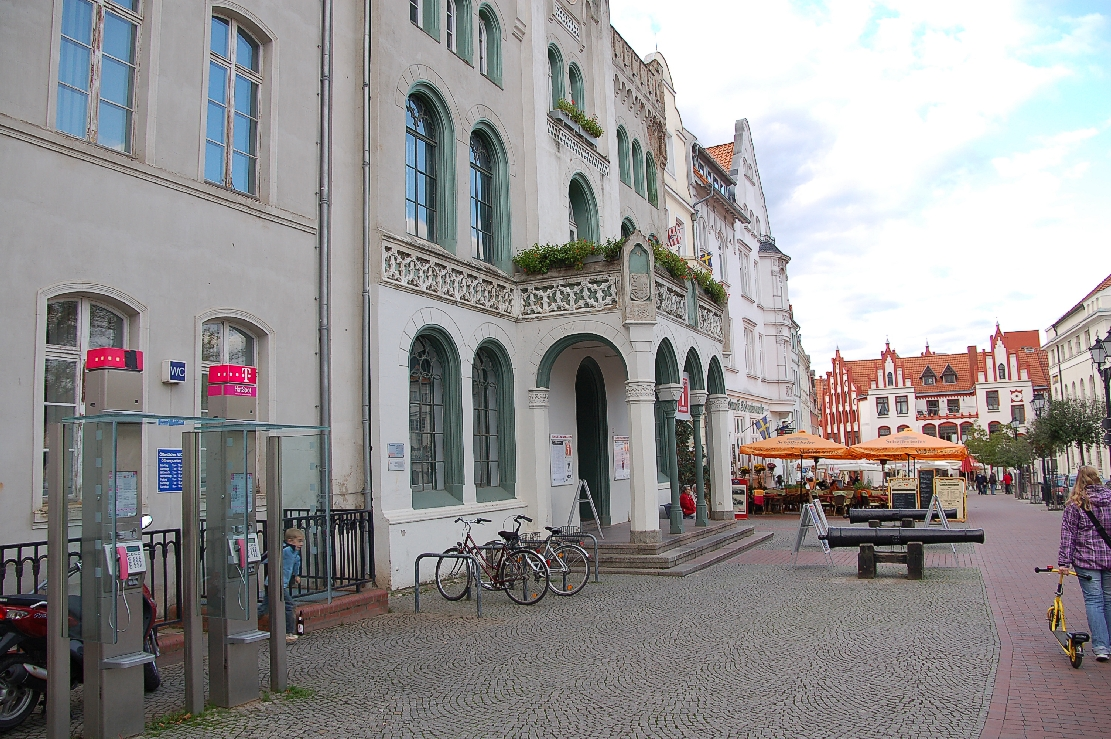
Stadtwache, Markt und die Kanonen

Der dreigeschossige, historisierende nördliche Teil der ehemaligen Stadtwache wurde 1858 nach Plänen von Helmuth Brunswig als Hauptwache, Feuerwache und Gefängnis (drei Arrestzellen im Dachgeschoss bis 2002 erhalten) gebaut. Sie erhielt das markante Gesims im englischen Tudorstil, der in Mecklenburg-Vorpommern häufiger vorkommt (z. B. Arsenal Schwerin, Rathaus Wittenburg, Carolinenpalais Neustrelitz, Schloss Hohendorf, Herrenhaus Kittendorf, Schloss Varchentin, Herrenhaus Vogelsang). Der Mittelrisalit mit dem Portal unter den rundbogigen Arkaden, dem Balkon mit Jahreszahl und Wappen in der Kartusche sowie der Uhr im Treppengiebel gliedert das Gebäude.
Zuvor standen hier an der Westseite des Platzes diverse Marktbuden aus dem 14. Jahrhundert; in diesem Bereich dienten sie u. a. den Kohlenmessern. Die Hauptwache war zuvor in einem anderen Gebäude am Markt untergebracht.
Am Ende des 19. Jahrhunderts erfolgte eine schlichte südliche Erweiterung des nunmehr 12-achsigen Gebäudes. 1916 entstand die öffentliche WC-Anlage. Seit 1919 war hier das Polizeiamt. Im EG des Erweiterungsbaus befanden sich in den 1930er Jahren Gewerberäume. Ab etwa 1950 waren hier Stadtbauamt, Ratsarchiv und Gesundheitsamt untergebracht. Anfang der 1990er Jahre zog die Tourist Information in die sanierten Räume ein. In den 1990er Jahren sowie von 2013 bis 2015 wurde das Haus saniert. Es dient nun als Stadthaus – BürgerServiceCenter Wismar mit der Tourist Information.
Vor der Stadtwache stehen zwei gusseiserne Kanonen aus dem Dreißigjährigen Krieg, die 1997 von der westschwedischen Hafenstadt Landskrona gestiftet wurden.
Der Architekt Helmuth Brunswig plante u. a. auch die Evangelische Kirche zur Paulshöhe in Boltenhagen.